# Алабуха
Алабуха — деревня в Дмитровском районе Московской области, в составе сельского поселения Синьковское. До 2006 года Алабуха входила в состав Кульпинского сельского округа.

## Расположение
Деревня расположена в западной части района, недалеко от границы с Солнечногорским, примерно в 20 км к западу от Дмитрова, высота центра над уровнем моря 198 м. Ближайшие населённые пункты — Клусово на западе и Космынка на северо-западе.

## Население
| 2002 | 2006 | 2010 |
| ---- | ---- | ---- |
| 6    | →6   | →6   |